# 西茨城郡

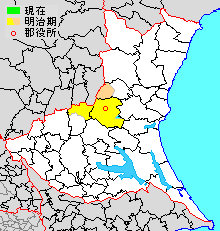
茨城県西茨城郡の範囲（水色：後に他郡から編入した区域 薄黄：後に他郡から編入された区域）

西茨城郡（にしいばらきぐん）は、茨城県にあった郡。

## 郡域
1878年（明治11年）に行政区画として発足した当時の郡域は、下記の区域にあたる。
- 笠間市の大部分（五平・鯉淵を除く）
- 桜川市の一部（猿田、木植、曽根、松田、友部、上城、犬田、鍬田、富岡、長方、中泉、上野原地新田、西飯岡以北）
- 東茨城郡城里町の一部（大網、小勝、塩子以西）

## 歴史
もともとは茨城郡であり、1878年（明治11年）に東茨城郡と西茨城郡に分割され発足した。

### 郡発足以前の沿革
- 「旧高旧領取調帳」に記載されている明治初年時点での、茨城郡のうち後の当郡域の支配は以下の通り。●は村内に寺社領が、○は寺社除地[1]が存在。幕府領は安藤伝蔵支配所が管轄。（121村）

| 知行         | 知行                   | 村数 | 村名 |
| ------------ | ---------------------- | ---- | --- |
| 幕府領       | 幕府領                 | 1村  | 上野原地新田 |
| 幕府領       | 旗本領                 | 15村 | 仁古田村、長兎路村、上安居村、下安居村、吉沼新田、下加賀田村、上加賀田村、●手越村、南友部村、大古山村、南吉原村、堤上村、西飯岡村、●大泉村、●本郷村 |
| 幕府領       | 幕府領・旗本領         | 3村  | ●○小原村、鴻巣村、○池野辺村 |
| 藩領         | 常陸笠間藩             | 77村 | ●○上市毛村、●下市毛村、北吉原村、日草場村、○上市原村、中市原村、下市原村、●○石井村、古町村、甲山村、阿弥陀村、○上箱田村、●間黒村、●下箱田村、●片庭村、大郷戸村、下赤沢村、上赤沢村、●徳蔵村、大網村、真端村、石寺村、日沢村、飯田村、福田村、○大淵村、金井村、寺崎村、●○上稲田村、●○下稲田村、飯岡村、飯塚村、関戸村、北中山村、南中山村、田上村、本戸村、●来栖村、今泉村、○木植村、猿田村、曽根村、松田村、●友部村、高幡村、●加茂部村、●西小塙村、谷中村、橋本村、水戸村、青柳村、●○磯部村、稲村、亀岡村、間中村、●平沢村、●池亀村、福崎村、山口村、小塩村、坂本村、大月村、上野新田村、西小幡村新田、富岡村、鍬田村、久原村、飯淵村、●富谷村、中里村、入野村、南飯田村、岩瀬村、大岡村、本新田村、西新田村、●犬田村 |
| 藩領         | 下総結城藩             | 1村  | 門毛村 |
| 藩領         | 常陸宍戸藩             | 10村 | 柏井村、随分付村、湯崎村、●○住吉村、●○平町村、●○太田町村、橋爪村、南小泉村、土師村、市野谷村 |
| 藩領         | 常陸土浦藩             | 5村  | ●岩間下郷、●○岩間上郷、●○泉村、福島新田、吉岡新田 |
| 藩領         | 常陸水戸藩             | 3村  | ○大橋村、●○塩子村、○小勝村 |
| 幕府領・藩領 | 幕府領・笠間藩         | 2村  | ●下泉村、中泉村 |
| 幕府領・藩領 | 幕府領・旗本領・笠間藩 | 1村  | 西小幡村 |
| 幕府領・藩領 | 旗本領・土浦藩         | 2村  | 上押辺村、下押辺村 |
| 幕府領・藩領 | 旗本領・宍戸藩         | 1村  | 矢野下村 |

- 慶応4年6月27日（1868年8月15日） - 幕府領・旗本領が常陸知県事の管轄となる。
- 明治2年2月9日（1869年3月21日） - 常陸知県事の管轄地域が若森県の管轄となる。
- 明治4年
  - 若森県の管轄地域のうち吉沼新田・池野辺村が水戸藩の管轄となる。
  - 7月14日（1871年8月29日） - 廃藩置県により、藩領が笠間県、宍戸県、結城県、土浦県、水戸県の管轄となる。
  - 11月14日（1871年12月25日） - 第1次府県統合により、全域が茨城県の管轄となる。

### 郡発足以降の沿革
- 1878年（明治11年）（1町104村）
  - 12月2日 - 郡区町村編制法の茨城県での施行により、茨城郡のうち笠間町ほか1町104村の区域をもって行政区画としての西茨城郡が発足。郡役所が笠間町に設置。
  - 上安居村・下安居村・吉沼新田が合併して安居村となる。
  - 上稲田村・下稲田村が合併して稲田村となる。
  - 飯岡村・飯塚村が合併して飯合村となる。
  - 谷中村・橋本村が合併して上城村となる。
  - 関戸村・北中山村・南中山村・田上村が合併して福原村となる。
  - 上野新田村・西小幡村新田・西小幡村が合併して長方村となる。
  - 上押辺村・下押辺村が合併して押辺村となる。
  - 古町村・甲山村が石井村に、大岡村・本新田村・西新田村が岩瀬村にそれぞれ合併。
  - 上市毛村が改称して笠間町となる。
- 1881年（明治14年） - 阿弥陀村・上箱田村・間黒村・下箱田村が合併して箱田村となる。（1町101村）

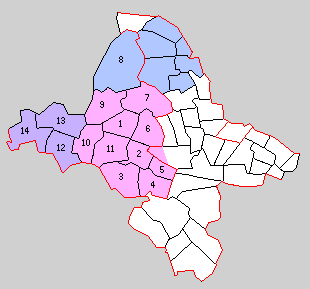
1.笠間町 2.宍戸町 3.岩間村 4.南川根村 5.北川根村 6.大原村 7.大池田村 8.七会村 9.北山内村 10.西山内村 11.南山内村 12.東那珂村 13.北那珂村 14.西那珂村（桃：笠間市 紫：桜川市 青：東茨城郡城里町）

- 1889年（明治22年）4月1日 - 町村制の施行により、下記の町村が発足[2]。特記以外は現・笠間市。（2町12村）
  - 笠間町 ← 笠間町、下市毛村、日草場村、石井村
  - 宍戸町 ← 平町村、鴻巣村、南友部村、太田町村、橋爪村、下加賀田村、矢野下村、大古山村、南小泉村
  - 岩間村 ← 岩間下郷、岩間上郷、泉村、市野谷村、吉岡新田、福島新田
  - 南川根村 ← 押辺村、土師村、安居村
  - 北川根村 ← 湯崎村、住吉村、長兎路村、随分附村、柏井村、仁古田村
  - 大原村 ← 小原村、下市原村、上市原村、中市原村
  - 大池田村 ← 大橋村、池野辺村、福田村、飯田村
  - 七会村 ← 徳蔵村、塩子村、小勝村、大網村、真端村、上赤沢村、下赤沢村（現・東茨城郡城里町）
  - 北山内村 ← 箱田村、片庭村、大淵村、金井村、寺崎村、日沢村、大郷戸村、石寺村
  - 西山内村 ← 稲田村、福原村、飯合村
  - 南山内村 ← 北吉原村、上加賀田村、手越村、南吉原村、来栖村、本戸村
  - 東那珂村 ← 西小塙村、加茂部村、高幡村、猿田村、松田村、木植村、曽根村、今泉村、水戸村、青柳村、友部村、磯部村、上城村、稲村（現・桜川市）
  - 北那珂村 ← 南飯田村、亀岡村、大月村、小塩村、平沢村、池亀村、坂本村、間中村、福崎村、山口村、入野村、中里村、富谷村、門毛村（現・桜川市）
  - 西那珂村 ← 富岡村、岩瀬村、鍬田村、飯淵村、久原村、大泉村、長方村、上野原地新田、西飯岡村、堤上村、本郷村、下泉村、中泉村、犬田村（現・桜川市）
- 1896年（明治29年）7月1日 - 郡制を施行。
- 1923年（大正12年）
  - 3月1日 - 岩間村が町制施行して岩間町となる。（3町11村）
  - 4月1日 - 郡会が廃止。郡役所は存続。
- 1926年（大正15年）7月1日 - 郡役所が廃止。以降は地域区分名称となる。
- 1925年（大正14年）1月1日 - 西那珂村が町制施行・改称して岩瀬町となる。（4町10村）
- 1954年（昭和29年）
  - 8月15日 - 西山内村が町制施行、即日改称して稲田町となる。（5町9村）
  - 11月23日 - 岩間町・南川根村が合併し、改めて岩間町が発足。（5町8村）
- 1955年（昭和30年）
  - 1月15日 - 宍戸町・大原村・北川根村が合併して友部町が発足。（5町6村）
  - 2月11日 - 笠間町・大池田村・北山内村・南山内村が合併し、改めて笠間町が発足。（5町3村）
  - 3月31日（5町1村）
    - 友部町が東茨城郡鯉淵村の一部（鯉渕・五平の各一部）を編入。
    - 岩瀬町・北那珂村・東那珂村が合併し、改めて岩瀬町が発足。
- 1958年（昭和33年）
  - 2月15日 - 稲田町が笠間町に編入。（4町1村）
  - 8月1日 - 笠間町が市制施行して笠間市となり、郡より離脱。（3町1村）
- 2005年（平成17年）
  - 2月1日 - 七会村が東茨城郡常北町・桂村と合併して東茨城郡城里町が発足し、郡より離脱。（3町）
  - 10月1日 - 岩瀬町が真壁郡真壁町・大和村と合併して桜川市が発足し、郡より離脱。（2町）
- 2006年（平成18年）3月19日 - 岩間町・友部町が笠間市と合併し、改めて笠間市が発足。同日西茨城郡消滅。

### 変遷表
| 明治22年4月1日        | 明治22年 - 大正15年            | 昭和1年 - 昭和30年              | 昭和31年 - 昭和64年          | 昭和31年 - 昭和64年 | 平成1年 - 現在                      | 現在            |
| --------------------- | ------------------------------ | ------------------------------- | ---------------------------- | ------------------- | ----------------------------------- | --------------- |
| 笠間町                | 笠間町                         | 昭和30年2月11日 笠間町          | 笠間町                       | 昭和33年8月1日 市制 | 平成18年3月19日 笠間市              | 笠間市          |
| 大池田村              | 大池田村                       | 昭和30年2月11日 笠間町          | 笠間町                       | 昭和33年8月1日 市制 | 平成18年3月19日 笠間市              | 笠間市          |
| 北山内村              | 北山内村                       | 昭和30年2月11日 笠間町          | 笠間町                       | 昭和33年8月1日 市制 | 平成18年3月19日 笠間市              | 笠間市          |
| 南山内村              | 南山内村                       | 昭和30年2月11日 笠間町          | 笠間町                       | 昭和33年8月1日 市制 | 平成18年3月19日 笠間市              | 笠間市          |
| 西山内村              | 西山内村                       | 昭和29年8月15日 町制改称 稲田町 | 昭和33年2月15日 笠間町に編入 | 昭和33年8月1日 市制 | 平成18年3月19日 笠間市              | 笠間市          |
| 宍戸町                | 宍戸町                         | 昭和30年1月15日 友部町          | 友部町                       | 友部町              | 平成18年3月19日 笠間市              | 笠間市          |
| 大原村                | 大原村                         | 昭和30年1月15日 友部町          | 友部町                       | 友部町              | 平成18年3月19日 笠間市              | 笠間市          |
| 北川根村              | 北川根村                       | 昭和30年1月15日 友部町          | 友部町                       | 友部町              | 平成18年3月19日 笠間市              | 笠間市          |
| 東茨城郡 鯉淵村の一部 | 東茨城郡 鯉淵村の一部          | 昭和30年3月31日 友部町に編入    | 友部町                       | 友部町              | 平成18年3月19日 笠間市              | 笠間市          |
| 岩間村                | 大正12年3月1日 町制            | 昭和29年11月23日 岩間町         | 岩間町                       | 岩間町              | 平成18年3月19日 笠間市              | 笠間市          |
| 南川根村              | 南川根村                       | 昭和29年11月23日 岩間町         | 岩間町                       | 岩間町              | 平成18年3月19日 笠間市              | 笠間市          |
| 西那珂村              | 大正14年1月1日 町制改称 岩瀬町 | 昭和30年3月31日 岩瀬町          | 岩瀬町                       | 岩瀬町              | 平成17年10月1日 桜川市の一部        | 桜川市          |
| 北那珂村              | 北那珂村                       | 昭和30年3月31日 岩瀬町          | 岩瀬町                       | 岩瀬町              | 平成17年10月1日 桜川市の一部        | 桜川市          |
| 東那珂村              | 東那珂村                       | 昭和30年3月31日 岩瀬町          | 岩瀬町                       | 岩瀬町              | 平成17年10月1日 桜川市の一部        | 桜川市          |
| 七会村                | 七会村                         | 七会村                          | 七会村                       | 七会村              | 平成17年2月1日 東茨城郡城里町の一部 | 東茨城郡 城里町 |

## 行政
歴代郡長
| 代 | 氏名 | 就任年月日                | 退任年月日                | 備考                   |
| -- | ---- | ------------------------- | ------------------------- | ---------------------- |
| 1  |      | 明治11年（1878年）12月2日 |                           |                        |
|    |      |                           | 大正15年（1926年）6月30日 | 郡役所廃止により、廃官 |